# Att komma hem ska vara en schlager
Att komma hem ska vara en schlager är en roman av Per Hagman från 2004. I boken, som är författarens mest kritikerrosade, får vi följa författarens alter ego på ständig resa i Sverige, i övriga Europa och i Nordafrika på jakt efter en plats där han känner sig hemma. Under resans gång hinner han också dela med sig av sina tankar om kärleken och livet och om det samhälle som vi lever i.